# Šarūnas Kuliešius
Šarūnas Kuliešius (* 9. Februar 1977 in Elektrėnai, Litauische SSR) ist ein litauischer Eishockeyspieler, der seit 2014 bei den Vilnius Hockey Punks in der litauischen Eishockeyliga spielt. Seit 2016 ist er zudem Assistenztrainer der litauischen Nationalmannschaft.

## Karriere

### Clubs
Šarūnas Kuliešius begann seine Karriere als Eishockeyspieler beim litauischen Rekordmeister Energija Elektrėnai, für den er bereits 1995 als 18-Jähriger sein Debüt in der damaligen East European Hockey League gab. In der Saison 2001/02 stand er für den HK Njoman Hrodna belarussischen Extraliga auf dem Eis. Anschließend kehrte er in seine Heimatstadt zurück und war wieder für den SC Energija aktiv, für den er zunächst in der B-Gruppe der EEHL und später in der lettischen Liga spielte. 2004 zog es ihn nach Norden und er wechselte zum Bräcke IK in die drittklassige schwedische Division 1. Nachdem der Klub aus dem Jämtland allerdings als abgeschlagener Tabellenletzter abgestiegen war, ging er 2005 auf die britische Insel, wo er für die Solihull Barons in der English Premier Ice Hockey League über 80-mal auflief. Als 30-Jähriger kehrte er in seine Geburtsstadt zurück und spielte seither wieder für den SC Energija, der seit 2013 in der belarussischen Wysschaja Liga antritt. Neben der Teilnahme an ausländischen und multinationalen Ligen nimmt der SC Energija auch stets an den Playoffs zu den Litauischen Meisterschaften teil, so dass Kuliešius seit 1996 elfmal mit seinem Team litauischer Titelträger wurde. 2014 wechselte er zu den Vilnius Hockey Punks, für die er seither in der litauischen Liga als Spielertrainer aktiv ist.

### International
Für Litauen nahm Kuliešius bereits im Juniorenbereich an Welt- und Europameisterschaften teil.
Sein Debüt in der litauischen Herren-Nationalmannschaft gab er bei der D-Weltmeisterschaft 1996, die in Kaunas und Elektrėnai ausgetragen wurde. Den Litauern gelang dabei mit fünf Siegen aus fünf Spielen Titelgewinn und Aufstieg. 1997, 1998, 1999 und 2000 vertrat er seine Farben bei der C-Weltmeisterschaft. 2000 gelang den Litauern als Vierter der Aufstieg in die neugeschaffene Division I. Dort konnte er im Folgejahr jedoch den Abstieg der Balten, die das für den Klassenerhalt entscheidende Spiel gegen die Niederlande knapp mit 2:3 verloren, nicht verhindern. 2002 gelang mit fünf Siegen aus fünf Spielen und 71:6 Toren die sofortige Rückkehr in die Division I. Kuliešius trug zum Wiederaufstieg mit acht Toren und sieben Vorlagen maßgeblich bei. Aber auch bei der WM 2003 konnte der Klassenerhalt in der Division I nicht erreicht werden. Die Gruppe B der Division II der WM 2004 wurde dann in seiner Heimatstadt Elektrėnai ausgetragen und prompt gelang Kuliešius mit seiner Mannschaft der erneute Wiederaufstieg in die Division I. Bei der Weltmeisterschaft 2005 konnten sich die Litauer dann durch einen Sieg über Rumänien und zwei Remis gegen die Niederlande und Nachbar Estland erstmals in der Division I behaupten, in der Kuliešius sodann auch 2006, 2007, 2008, 2009, 2010, 2012, 2013 und 2014 auf dem Eis stand. Lediglich 2011 fehlte sein Name im litauischen WM-Aufgebot.
Zudem spielte Kuliešius bei den Qualifikationen für die Olympischen Winterspiele 2006 in Turin, 2010 in Vancouver und 2014 in Sotschi ohne, dass sich die Litauer für eines der drei Turniere qualifizieren konnten.

### Trainerkarriere
Beim Baltic Cup 2016 und bei den Weltmeisterschaften der Division I 2017 und 2018 war Kuliešius jeweils als Assistenztrainer der litauischen Nationalmannschaft tätig.

## Erfolge und Auszeichnungen
- 1996 Litauischer Meister mit Energija Elektrėnai
- 1996 Aufstieg in die C-Weltmeisterschaft bei der D-Weltmeisterschaft
- 1997 Litauischer Meister mit Energija Elektrėnai
- 1998 Litauischer Meister mit Energija Elektrėnai
- 1999 Litauischer Meister mit Energija Elektrėnai
- 2000 Aufstieg in die Division I bei der C-Weltmeisterschaft
- 2001 Litauischer Meister mit Energija Elektrėnai
- 2002 Aufstieg in die Division I bei der Division II, Gruppe B der Weltmeisterschaften
- 2003 Litauischer Meister mit Energija Elektrėnai
- 2004 Litauischer Meister mit Energija Elektrėnai
- 2004 Aufstieg in die Division I bei der Division II, Gruppe B der Weltmeisterschaften
- 2008 Litauischer Meister mit Energija Elektrėnai
- 2009 Litauischer Meister mit Energija Elektrėnai
- 2012 Litauischer Meister mit Energija Elektrėnai
- 2013 Litauischer Meister mit Energija Elektrėnai

## Statistik
(Stand: Ende der Spielzeit 2012/13)